# Knjažna Meri
Knjažna Meri (Княжна Мери) è un film del 1955 diretto da Isidor Markovič Annenskij.